# كيم كامبل (طيارة)
كيم نيكول ريد كامبل (بالإنجليزية: Kim Nichole Reed-Campbell) (من مواليد 6 يونيو 1975 في هونولولو، هاواي) وهي ضابطة أمريكية وكبيرة الطيارين في القوات الجوية الأمريكية وتعمل حاليًا كمساعدة عسكرية لوكيل وزارة دفاع الولايات المتحدة. تم تكريمها لتوجيه طائرتها إيه-10 ثاندر بولت الثانية إلى القاعدة في جنوب العراق بعد أن تعرضت لأضرار بالمدفعية الثقيلة المضادة للطائرات في القتال الجوي فوق بغداد خلال حرب العراق في عام 2003. بعد انتهاء مهمتها في العراق، ألقت كامبل محاضرات في جميع أنحاء الولايات المتحدة حول تجربتها. تمت ترقية كيم كامبل إلى رتبة ميجور في خريف عام 2006.
وهي متزوجة من طيار وهو العقيد سكوت كامبل، الذي التقته في أكاديمية القوات الجوية.

## حياتها وتعليمها
كامبل هي ابنة رئيس بلدية سان خوسيه (كاليفورنيا) (وكابتن القوات الجوية الأمريكية السابق) تشاك ريد. انضمت إلى دورية الطيران المدني كطالبة صغيرة في سن الثالثة عشرة كما قامت برحلة طيران فردية في طائرة مدنية فوق سان خوسيه في سن 16.
تخرجت بدرجة بكالوريوس العلوم من أكاديمية سلاح الجو الأمريكي في عام 1997 حيث كانت قائدة جناح الطيار، وكذلك كان والدها في أكاديمية سلاح الجو، وهي المرة الأولى التي يكون فيها الأب وابنته قادة في جناج الطيران. وهي حاصلة على شهادة في الدراسات الأمنية الدولية من جامعة ريدنغ، المملكة المتحدة، ودرجة ماجستير إدارة الأعمال من كلية لندن الإمبراطورية في المملكة المتحدة، والتي تولت إدارتها أثناء دراستها لمنحة مارشال.

## حادث نيسان 2003
خلال مهمة في بغداد في 7 أبريل 2003، تعرضت طائرتها لأضرار. قالت كيم عن الحادثة: "لقد قمنا بعملنا مع الرجال الموجودين هناك على الأرض، وكنا في طريقنا للخروج عندما شعرت أن الطائرة قد تعرضت للضرب. كان الأمر واضحًا للغاية... لقد فقدت جميع المكونات الهيدروليكية على الفور، تدحرجت الطائرة إلى اليسار متجة إلى الأرض، وهو شعور غير مريح إطلاقاً عندما ترى الأرض بهذا القرب، حاولت عمل عدة إجراءات لجعل الطائرة تحت السيطرة ولكن لا شئ يعمل؛ أخيرًا، وضعت الطائرة على الوضع اليدوي، وعندها استجابت الطائرة على الفور. بدأت الطائرة تطير بعيدا عن الأرض". مع بعض النصائح الفنية من قائدها، اللفتنانت كولونيل ترنر، طارت الطائرة المصابة لمدة ساعة إلى القاعدة الجوية. "كانت الطائرة تعمل بشكل جيد للغاية ولكن كان الهبوط أمرًا صعبًا: "عندما تخسر جميع المكونات الهيدروليكية، لا يوجد لديك مكابح سرعة ولا يوجد لديك نظام للتوجيه."
حصلت على وسام الصليب المتميز لهذا العمل في القتال الجوي.
وعندما هبطت إلى الأرض، تم اكتشاف أن طائرتها A-10 قد تعرضت لأضرار في محرك واحد وفي الأنظمة الهيدروليكية الزائدة عن الحاجة، مما أدى إلى تعطيل التحكم في الرحلة، ومعدات الهبوط والفرامل، والمثبت الأفقي. كشفت عملية تفتيش تفصيلية عن مئات الثقوب في هيكل الطائرة وأن أجزاء كبيرة من أدوات التثبيت والضوابط الهيدروليكية كانت مفقودة
وقال الجنرال ريتشارد مايرز، من القوات الجوية الأمريكية، ورئيس هيئة الأركان المشتركة الأمريكية: «إنها واحدة من الطيارين القلائل الذين سبق لهم أن وصلوا إلى طائرة A-10 في الوضع اليدوي».

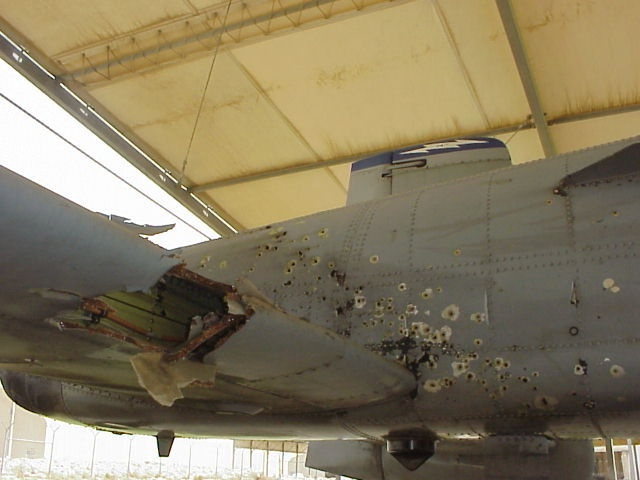
الأضرار الكبيرة لطائرة A-10 التي كانت تقودها كيم كامبل.